# ابورکندی
ابورکندی (به لاتین: Aburkandi) در بنگلادش است که در استان چیتاگونگ واقع شده‌است.